# Katona (település)
Katona (románul Cătina) település Romániában, Kolozs megyében, az azonos nevű község központja.

## Fekvése
A megye keleti felén található, Kolozsvártól 65, Szamosújvártól 31 kilométerre. Szamosújvár irányából a 109C megyei szintű úton közelíthető meg, a szomszédos Buza községgel a DC 18-as községi út köti össze.

## Története
Katona nevét 1327-ben említette először oklevél Kathana néven, mint Moys fia Ehellus birtokát, de Károly Róbert király elkobozta tőle és Tomaj nemzetségbeli Losonci Tamásnak adta.
1502-ben Harinnai Farkas János volt a falu birtokosa, 1506-ban pedig már a Bánffyak, Harinnai Farkasok és a Katonai Porkolábok is birtokosok voltak itt.
1664-ben Apaffy birtok. Azon év novemberében itt halt meg Apafi fejedelem legkisebb, György nevű fia, akit Kolozsváron, a református templomban temettek el.
1850-ben 2232 lakosából 1601 román, 489 magyar és 131 cigány volt. 1992-ben a nemzetiségi összetétel a következőképpen alakult: 1806 román, 501 magyar és 26 roma.
1910-ben 1879 lakosából 412 magyar, 18 német, 1835 román, 64 cigány volt. Ebből 212 római katolikus, 1417 görögkatolikus, 159 református volt.

## Híres emberek
- Itt született Barcsay Jenő festőművész (1900–1988).